# Heart Like a Sky
Heart Like a Sky es el sexto álbum de estudio de la banda inglesa Spandau Ballet, publicado en 1989 por Reformation Records. Sin embargo, no se publicó en Estados Unidos y pasó inadvertido en el Reino Unido. Sólo tuvo éxito comercial en Italia y en los Países Bajos, siendo el último trabajo de la banda antes de su desaparición. No obstante, veinte años más tarde (octubre de 2009) se publicó un nuevo álbum de estudio (Once love) con trece canciones, de las que once eran temas de álbumes anteriores y sólo dos eran inéditos ("Once love" y "Love is all").

## Lista de canciones
1. "Be Free With Your Love" - 4:39
2. "Crashed into Love" - 4:43
3. "Big Feeling" - 3:47
4. "A Matter of Time" - 5:15
5. "Motivator" - 4:00
6. "Raw" - 3:46
7. "Empty Spaces" - 3:57
8. "Windy Town" - 4:22
9. "A Handful of Dust" - 4:54